# Elecciones generales de las Islas Pitcairn de 1971
Elecciones generales tuvieron lugar en las Islas Pitcairn el 26 de diciembre de 1971 para elegir a los miembros del Consejo de la Isla. De los 91 residentes de la isla, 61 estaban registrados para votar. El sufragio fue obligatorio, con una multa de $1 si no se emitía un voto.

## Resultados
Los miembros electos incluían a Gifford Christian y a Ivan Christian.